# Leiobunum vittatum
Leiobunum vittatum – gatunek kosarza z podrzędu Eupnoi i rodziny Sclerosomatidae.

## Opis
Długość ciała u samców wynosi od 5 do 7 mm. Posiadają stożkowato zakończony odwłok i długie nogogłaszczki. Samice są większe, długości od 7 do 8,5 mm oraz posiadają krótsze nogogłaszczki. Obie płcie mają dużą ciemną plamę pośrodku grzbietowej strony ciała oraz długie nogi z ciemnymi okolicami stawów..

## Biotop
Kosarz ten zamieszkuje różne siedliska, zwłaszcza lasy, zadrzewienia, parki miejskie itp. Bywa często spotykany na krzewach, pniach drzew oraz ścianach budynków. Młodsze stadia bytują również w roślinności zielnej.

## Podgatunki
Wyróżniono 3 podgatunki:
- Leiobunum vittatum dorsatum Say, 1821
- Leiobunum vittatum minor Weed, 1892
- Leiobunum vittatum vittatum (Say, 1821)

## Występowanie
Gatunek występuje we wschodnich i środkowych Stanach Zjednoczonych oraz w Kanadzie (wykazany z Ontario, Manitoby i Saskatchewan).